# Neurostatistica
La neurostatistica consiste nelle attività di ricerca e misurazione delle attività cerebrali in gruppi di persone sottoposte ai medesimi stimoli, per l'individuazione delle conseguenti reazioni mentali, caratteristiche della collettività presa in esame e dei relativi sottogruppi.

## Definizione
Con il termine  neurostatistica si indica l'insieme delle metodologie, dei modelli, degli algoritmi, dei processi, dei modelli interpretativi e le relative attività di sviluppo, ricerca e applicazione pratica, finalizzate alla misurazione statistica delle reazioni mentali, rilevati attraverso l'applicazione di tecniche di misurazione dell'attività cerebrale elettrica o quella emodinamica, come ad esempio l'EEG o la fMRI, risultanti dalla somministrazione di un complesso di stimoli ad un campione statisticamente rappresentativo di soggetti appartenenti ad un definito universo di riferimento.
È una disciplina a cavallo tra la ricerca statistica sociale, finalizzata a descrivere, esplorare e comprendere il sentimento degli individui e la conseguente dinamica ed evoluzione della società, e la ricerca nell'ambito delle scienze della mente, finalizzata a comprendere il funzionamento del cervello e della mente.
Come tutti i settori a carattere interdisciplinare, la Neurostatistica può essere vista in modo duplice: sia come una branca delle scienze sociali, per la sua capacità di profilazione sociale e comportamentale in panel rappresentativi, sia come un'attività attinente direttamente alle scienze della mente, per l'impiego delle conoscenze da queste sviluppate e l'affinamento dei modelli per l'interpretazione delle attività mentali reso possibile da osservazioni effettuate su campioni ampi di popolazione.

## Attività
Le attività inerenti alla Neurostatistica ricadono in due distinte categorie: le attività di ricerca, e le attività applicative.
Le attività di ricerca sono finalizzate a sviluppare modelli metodologici nella conduzione delle ricerche, e modelli elaborativi, interpretativi e relativi strumenti, per la corretta analisi dei dati raccolti. È un'attività di ricerca scientifica: in quanto nascente, il settore della Neurostatistica accede solo parzialmente a modelli consolidati o ad una letteratura specializzata, bensì ha il compito di sviluppare, attraverso un approccio interdisciplinare, nuove ipotesi, verificarle tramite esperimenti e produrre nuovi modelli, algoritmi e indici.
Le attività applicative comportano la conduzione di indagini neurostatistiche tramite l'applicazione dei modelli e metodologie individuate dalle suddette attività di ricerca. Accumulano competenza nella capacità di scegliere le modalità più adatte per la conduzione delle indagini, e i modelli di elaborazione più adatti per l'ottenimento di dati di sintesi ed indicatori, e conseguente interpretazione, rispetto ai peculiari obiettivi di una specifica indagine.

## Applicazioni
Gli ambiti applicativi nella neurostatistica non hanno delle finalità proprie, ma i risultati sono al servizio di varie branche di ricerca, come la Neuroeconomia, il Neuromarketing o più in generale applicazioni che richiedono una misurazione oggettiva e metodologicamente corretta delle attività mentali in campioni di soggetti.
Uno degli ambiti più consolidati della ricerca neurostatistica è quello della psichiatria, dove la contemporanea misurazione dell'EEG e fMRI è diventata una questione metodologica decisiva. L'EEG-fMRI, infatti, può diventare una metodica fondamentale per comprendere meglio, in prossimo futuro, in profondità i meccanismi intimi dell'attività cerebrale; specialmente per quanto riguarda lo studio della schizofrenia  e nei disturbi del comportamento antisociale grazie ad analisi quali/quantitative delle mappe cerebrali ottenute con l'EEG.
Una recente applicazione medica di tipo diagnostico è stata sviluppata presso i laboratori delle Harvard University (presso il McLean Hospital della Università dello Utah), il test studiato avrebbe la capacità  di rilevare la malattia in individui con autismo  con un 94 % di attendibilità.

### Riviste
- A. Lage-Castellanos, E. Martínez-Montes; JA. Hernández-Cabrera; L. Galán, False discovery rate and permutation test: an evaluation in ERP data analysis., in Stat Med, vol. 29, n. 1, gennaio 2010,  pp. 63-74, DOI:10.1002/sim.3784, PMID 19941298.
- E. Martínez-Montes, M. Vega-Hernández; JM. Sánchez-Bornot; PA. Valdés-Sosa, Identifying complex brain networks using penalized regression methods., in J Biol Phys, vol. 34, n. 3-4, agosto 2008,  pp. 315-23, DOI:10.1007/s10867-008-9077-0, PMID 19669480.
- AP. Georgopoulos, E. Karageorgiou, Neurostatistics: applications, challenges and expectations., in Stat Med, vol. 27, n. 3, febbraio 2008,  pp. 407-17, DOI:10.1002/sim.3137, PMID 18050155.
- PA. Valdés-Sosa, M. Vega-Hernández; JM. Sánchez-Bornot; E. Martínez-Montes; MA. Bobes, EEG source imaging with spatio-temporal tomographic nonnegative independent component analysis., in Hum Brain Mapp, vol. 30, n. 6, giugno 2009,  pp. 1898-910, DOI:10.1002/hbm.20784, PMID 19378278.
- E. Martínez-Montes, ER. Cuspineda-Bravo; W. El-Deredy; JM. Sánchez-Bornot; A. Lage-Castellanos; PA. Valdés-Sosa, Exploring event-related brain dynamics with tests on complex valued time-frequency representations., in Stat Med, vol. 27, n. 15, luglio 2008,  pp. 2922-47, DOI:10.1002/sim.3132, PMID 18076131.
- AP. Georgopoulos, E. Karageorgiou, Neurostatistics: applications, challenges and expectations., in Stat Med, vol. 27, n. 3, febbraio 2008,  pp. 407-17, DOI:10.1002/sim.3137, PMID 18050155.
- L. Martignon, G. Deco; K. Laskey; M. Diamond; W. Freiwald; E. Vaadia, Neural coding: higher-order temporal patterns in the neurostatistics of cell assemblies., in Neural Comput, vol. 12, n. 11, novembre 2000,  pp. 2621-53, PMID 11110130.
- BK. Szabó, MK. Wiberg; B. Boné; P. Aspelin, Application of artificial neural networks to the analysis of dynamic MR imaging features of the breast., in Eur Radiol, vol. 14, n. 7, luglio 2004,  pp. 1217-25, DOI:10.1007/s00330-004-2280-x, PMID 15034745.
- AE. Maxwell, The learning of motor movements: a neurostatistical approach., in Psychol Med, vol. 6, n. 4, novembre 1976,  pp. 643-8, PMID 1005580.

### Tesi e dissertazioni
- (EN) Bernard, Melanie Rebecca, Analysis methodology of synchrony in simultaneously recorded single unit activity in the visual cortex (PDF), su etd.library.vanderbilt.edu, 2006. URL consultato il 14 gennaio 2012.
- (EN) Pipa, Gordon, The Neuronal code development of tools and hypotheses for understanding the role of synchronization of neuronal activity / (PDF), su opus.kobv.de, 2006. URL consultato il 14 gennaio 2012.
- (EN) Wu, Wei, Performance-dependent changes in monkey prefrontal cortex during short-term memory, su publikationen.ub.uni-frankfurt.de, 2008. URL consultato il 14 gennaio 2012.
- (EN) Bullock, Bennett (Bennett Charles), Auditory pathway responses to parametrized vowels in autism spectrum disorders ; Auditory pathway responses to parametrized ..., su dspace.mit.edu, 2010. URL consultato il 14 gennaio 2012 (archiviato dall'url originale il 27 gennaio 2012).
- (EN) FAES, Christel et al.,, A flexible method to measure synchrony in neuronal firing (PDF), su uhdspace.uhasselt.be, 2008. URL consultato il 14 gennaio 2012 (archiviato dall'url originale il 4 marzo 2016).

### Testi
- Tomasz G. Smolinski, Applications of computational intelligence in biology: current trends and open problems, Springer, 2008,  pp. 357–, ISBN 978-3-540-78533-0.
- William R. Uttal, Neural theories of mind: why the mind-brain problem may never be solved, Lawrence Erlbaum Associates, 2005,  pp. 190–, ISBN 978-0-8058-5484-8.
- Arthur W. Toga e John C. Mazziotta, Brain mapping: the methods, Academic Press, 25 settembre 2002,  pp. 564–, ISBN 978-0-12-693019-1.
- Petra Perner, Machine learning and data mining in pattern recognition: second international workshop, MLDM 2001, Leipzig, Germany, July 25-27, 2001, proceedings, Springer, 2001,  pp. 205–, ISBN 978-3-540-42359-1.
- Cornelius T. Leondes, Algorithms and architectures, Academic Press, 1998,  pp. 262–, ISBN 978-0-12-443861-3.
- Michael C. Mozer, Michael I. Jordan e Thomas Petsche, Advances in neural information processing systems 9: proceedings of the 1996 conference, MIT Press, 1997,  pp. 82–, ISBN 978-0-262-10065-6.